# Дингельштедт, Франц фон
Франц фон Ди́нгельштедт (нем. Franz von Dingelstedt; 1814—1881) — немецкий писатель, драматург и театральный деятель.

## Биография
Был учителем в Касселе. В 1840 году вышли анонимно его «Песни международного ночного сторожа» («Lieder eines kosmopolltischen Nachtwachters»), в которых он с гейневской иронией подвергал критике общественный строй немецкой жизни того времени. Сочинение имело огромный успех и поставило его в первом ряду политических поэтов. В 1841 году Дингельштедт вышел в отставку, поселился в Аугсбурге и писал в «Allgemeine Zeitung» литературные и эстетические статьи. По поручению редакции он ездил в Париж, Лондон, Голландию и Бельгию и собирался ехать на Восток; но в 1843 году вюртембергский король призвал его в Штутгарт и сделал гофратом и королевским библиотекарем. C 1846 года писал для придворного театра в Штутгарте: прологи, пьеса «Дом Барневельдт» (1850). С 1851 г. управлял Мюнхенским придворным театром и писал для него пьесы. Поставил в нём «Клавиго» Гёте, «Мессинс», «Марию Стюарт», «Коварство и любовь» Ф. Шиллера, «Минну фон Барнхельм», «Эмилию Галотти» Лессинга и др. В 1857 г. он получил такое же место в Веймаре («Генрих II», «Генрих IV», «Ричард III», «Антоний и Клеопатра», «Сон в летнюю ночь» У. Шекспира и др.) В 1867 г. переехал в Вену, где сделался директором Оперного театра. С 1870 г. до конца жизни управлял венским Бургтеатром («Гец фон Берлихинген» И. В. Гёте, «Кетхен из Хейльбронна» Г. ф. Клейста, «Еврейка из Толедо» Ф. Грильпарцера). В 1876 году император возвёл его во дворянство.

## Литературная деятельность
Дингельштедт, как лирик и романист, представляет переход от политической поэзии и пессимизма 1830-х и начала 1840-х гг. к «художественному», по мнению немцев, но искусственному и не свободному от сентиментальности, по мнению других, реализму позднейшей эпохи. Кроме вышеназванного сборника, он изд. в 1845 г. «Gedichte»; в 1851 г. — «Zeitgedichte. Nacht und Morgen». Первый его роман — «Unter der Erde» (1840); затем последовали в 1841 году «Heptameron», в 1844 г. «Sieben friedliche Erzahlungen», в 1856 г. «Novellenbuch». Роман «Die Amazone», изд. в 1868 г., имел сравнительно большой успех. Наибольшее значение имеет Дингельштедт в истории немецкой драмы и театра. Его собственная пьеса: «Das Haus der Barneveldt» показывает основательное изучение немецких классиков, обработана очень старательно и приятно действует простотой своей композиции. Он искусно обработал для немецкой сцены некоторые шекспировские пьесы, до тех пор известные только в чтении — например хроники, «Зимнюю сказку», — а также Мольера и Бомарше; приспособил для театра гётевского «Фауста» и хорошей постановкой других пьес Шекспира, Гёте и Шиллера поднял уровень немецкого театра. Он, наконец, был основателем шекспировского общества в Германии. Его «Sämmtliche Werke» вышли в Берлине в 1877 г. В «Munchener Bilderbogen» напечатаны отрывки автобиографии Дингельштедта.